# Gysbert Hofmeyr

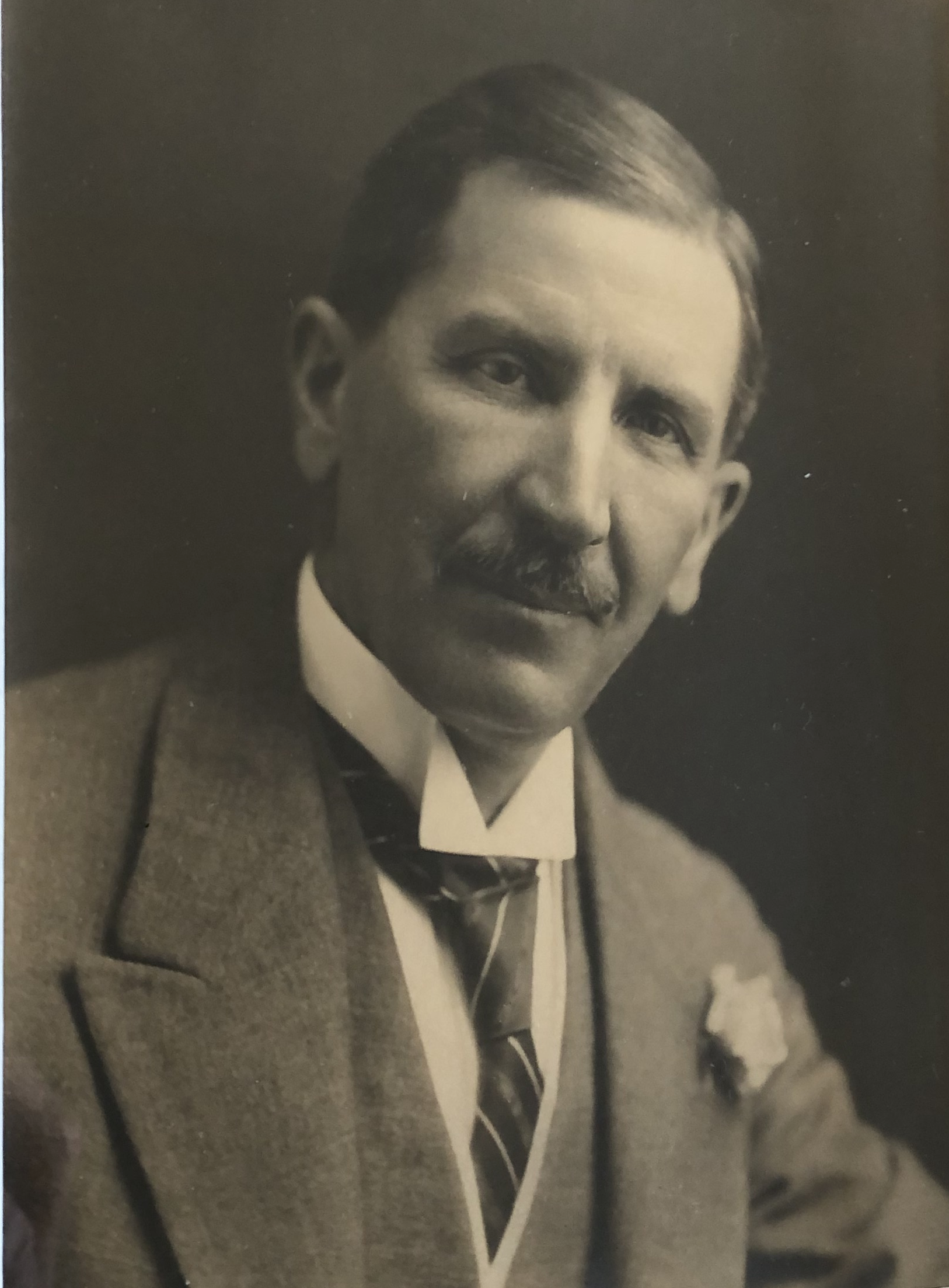
Gysbert Hofmeyr (1910)

Gysbert Reitz „Gys“ Hofmeyr (* 12. Februar 1871 in Riversdal, Kapkolonie; † 12. März 1942 in Lakeside) war ein südafrikanischer Politiker.

## Lebensweg
Hofmeyr wurde als fünftes von zehn Kindern des Jan Hendrik Hofmeyr (1835–1923) und der Christina Jacoba van Zyl (1838–1921) geboren. Er trat 1890 als 19-jähriger als Angestellter im Katasteramt von King William’s Town in den öffentlichen Dienst ein. 1893 bestand er die juristische Prüfung und ging nach Oudtshoorn. 1895 wurde er zunächst nach Vryburg und anschließend Mafikeng versetzt.
Gys Hofmeyer heiratete am 7. August 1895 in Oudtshoorn Ydie Louis Dankwertz Nel (1872–1943). Aus dieser Ehe gingen sechs Kinder hervor.
1897 wurde Hofmeyr Privatsekretär des hochrangigen Staatsangestellten T. te Water. 1904 wechselte er in de Verwaltung der Kapkolonie, ab 1907 dann nach Transvaal und wurde schließlich drei Jahre später Angestellter der Nationalversammlung der Südafrikanischen Union. Vom 1. Oktober 1920 bis 17. Dezember 1920 war er Administrator im militärisch besetzten Südwestafrika, ehe er bis 1. April 1926 erster ziviler Administrator des Gebiets war. Hofmeyr war maßgeblich an der Unterdrückung der Aufstände der Bondelswart un Rehoboth Baster beteiligt.

## Ehrungen

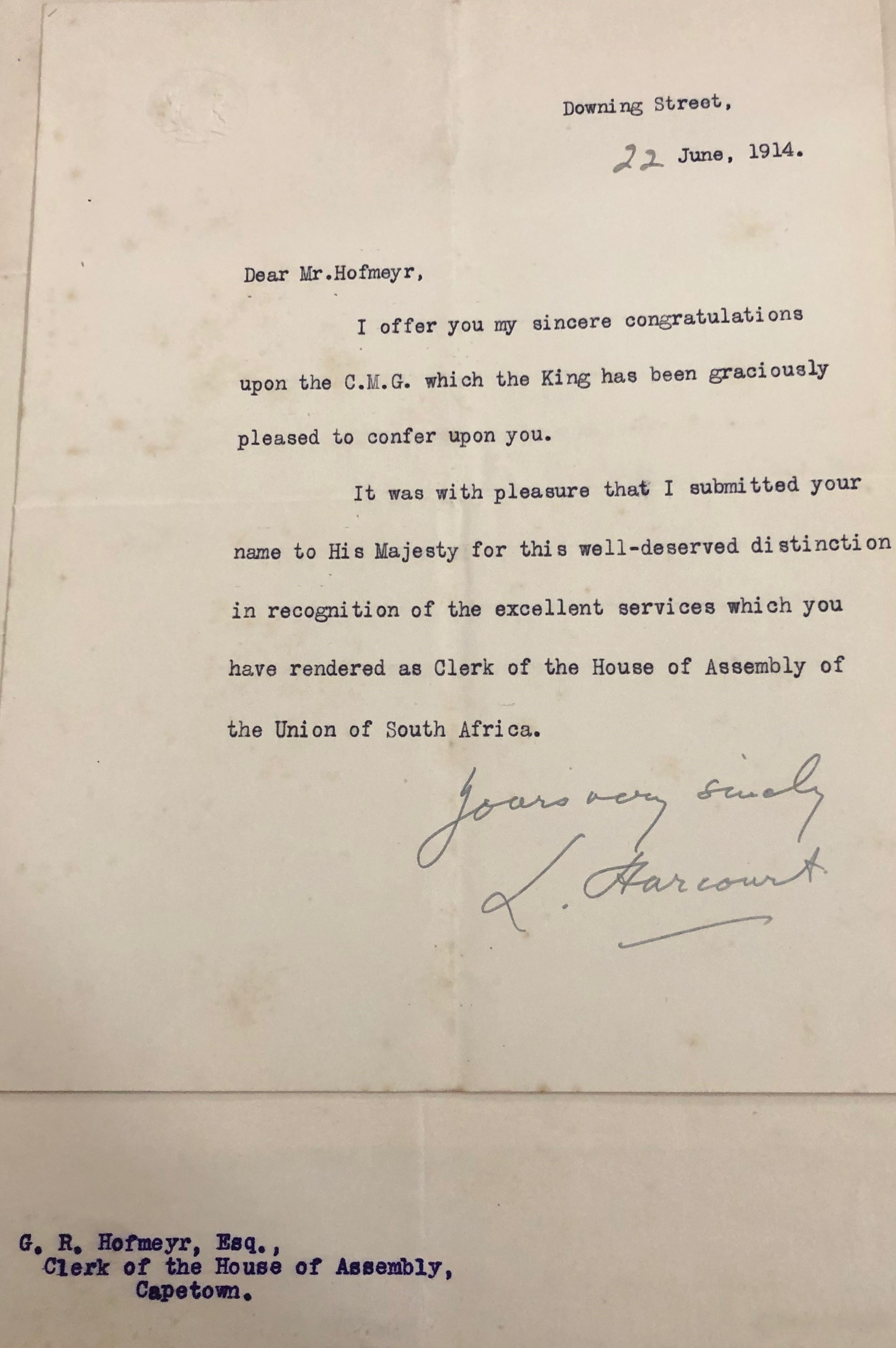
Vergabe des Companion of the Order of St Michael and St George

1914 erhielt Hofmeyr die Auszeichnung Companion of the Order of St Michael and St George.